# 弘高下站
弘高下站（日语：／ Hiroko shita eki */?）是位於青森縣弘前市大字櫻林町9番7號，弘南鐵道的大鰐線車站。車站編號為KW 02。車站名稱取自鄰近的青森縣立弘前高等學校的略稱「弘高」。
在2020年及2021年弘南鐵道借增設車站編號之際，把大鰐線和弘南線內大部份帶有學校名稱的車站的中、英文站名都作出修正，其中英文站名由振假名拼音直譯改為採用英文字「High School」、中文名改為「高中」，不過本站卻未有因「弘高」原故而改名為「弘前高中」或「Hirosaki High School」，仍然採用拼音直譯。

## 車站構造
以水泥及木板所建成的單層站房1座。

### 月台配置
設有側式月台1座。列車靠站時，往大鰐方向為左側上落；往弘前方向為右側上落。
| 路線   | 方向 | 前往         |
| ------ | ---- | ------------ |
| 大鰐線 | 下行 | 中央弘前方向 |
| 大鰐線 | 上行 | 大鰐方向     |

## 歷史
- 1952年1月26日：弘前電氣鐵道（日语：弘前電気鉄道）車站啟用。
- 1970年10月1日：弘前電氣鐵道轉讓至弘南鐵道，成為弘南鐵道大鰐線車站。
- 1974年8月5日：改為業務委託車站。
- 2020年10月10日：加入車站編號[2][3][4]。

## 使用狀況
| 1日上落車人次 | 1日上落車人次 |
| 年度          | 1日平均人次   |
| ------------- | ------------- |
| 2011年        | 109           |
| 2012年        | 107           |
| 2013年        | 93            |
| 2014年        | 93            |
| 2015年        | 85            |
| 2016年        | 92            |
| 2017年        | 93            |
| 2018年        | 51            |
| 2019年        | 43            |
| 2020年        | 72            |
| 2021年        | 70            |
| 2022年        | 34            |

## 車站周邊
車站以青森縣立弘前高等學校命名，由此站步行至最近的運動場閘口只需3-4分鐘，不過其位置與教學大樓則有一段距離；另外，弘前大學位於文京町內的校區亦在步行範圍以內，相對亦可吸引部份學生乘搭。

## 相鄰車站
弘南鐵道
大鰐線
弘前學院大學前（KW 03）－弘高下（KW 02）－中央弘前（KW 01）

## 外部連結
- 弘高下站（日語） （各站資訊） - 弘南鐵道